# Норддюрс (коммуна)
Норддюрс (дат. Norddjurs Kommune) — датская коммуна в составе области Центральная Ютландия. Площадь — 721,19 км², что составляет 1,67 % от площади Дании без Гренландии и Фарерских островов. Численность населения на 1 января 2008 года — 38581 чел. (мужчины — 19411, женщины — 19170; иностранные граждане — 1357).

## История
Коммуна была образована в 2007 году из следующих коммун:
- Грено (Grenaa)
- Нёрре Дюрс (Nørre Djurs)
- Роугсё (Rougsø)
- Сённерхалль (Sønderhald)

## Железнодорожные станции
- Грена (Grenaa)
- Труструп (Trustrup)